# Carteris
Carteris é um gênero de traça pertencente à família Arctiidae.